# Simboli della Campania

Bandiera della Regione Campania

I simboli della Regione Campania sono lo stemma e il gonfalone, approvati ed adottati in versione definitiva con Legge Regionale del 21 luglio 1971, n. 1.
La bandiera, invece, è stata introdotta nella prima metà degli anni 70' del XX secolo ma non è stata mai resa ufficiale.

## Stemma

Stemma della Regione Campania

Lo stemma della Regione Campania riprende quello che si diede la Repubblica marinara di Amalfi ai suoi albori. Detto stemma è costituito da una banda rossa in campo bianco.
In realtà le insegne della Repubblica marinara di Amalfi del XII secolo erano azzurre con la croce di Malta bianca. La bandiera con banda rossa in campo bianco era del comune e comparve nel XIII secolo quando la Repubblica marinara di Amalfi non esisteva più.

### Varianti

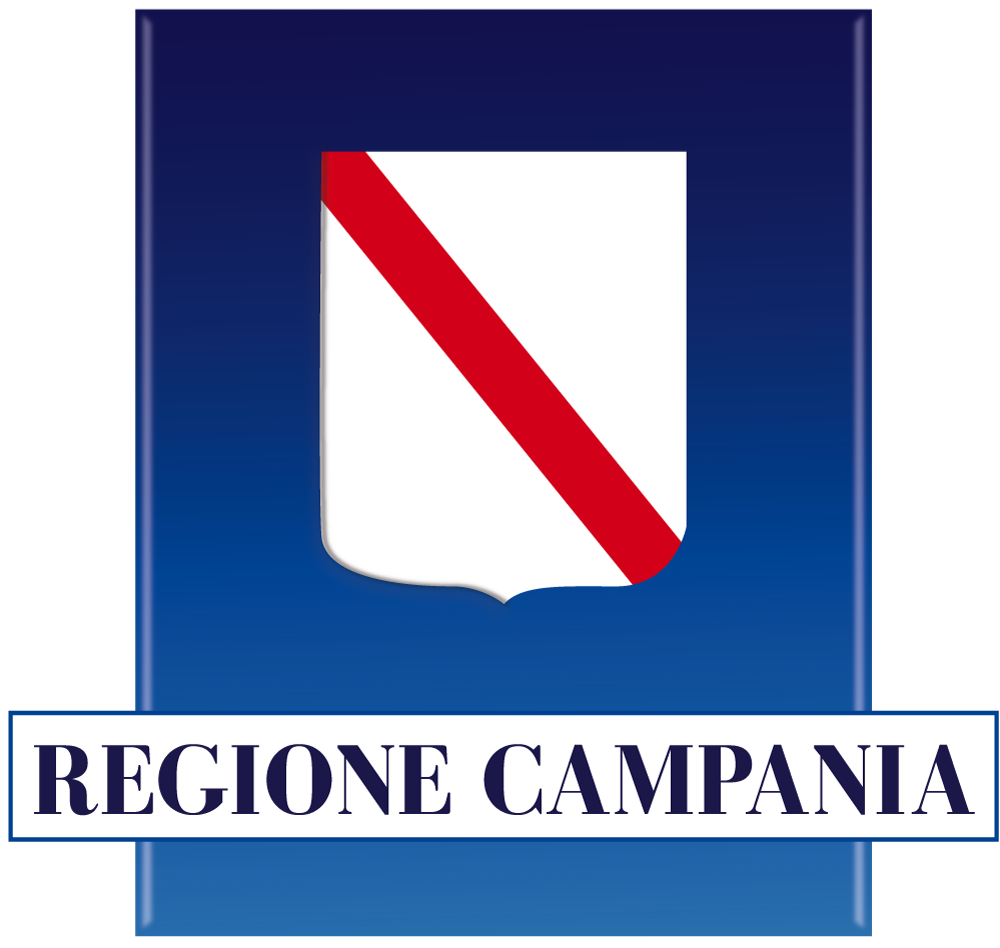
Logo usato dalla Giunta regionale
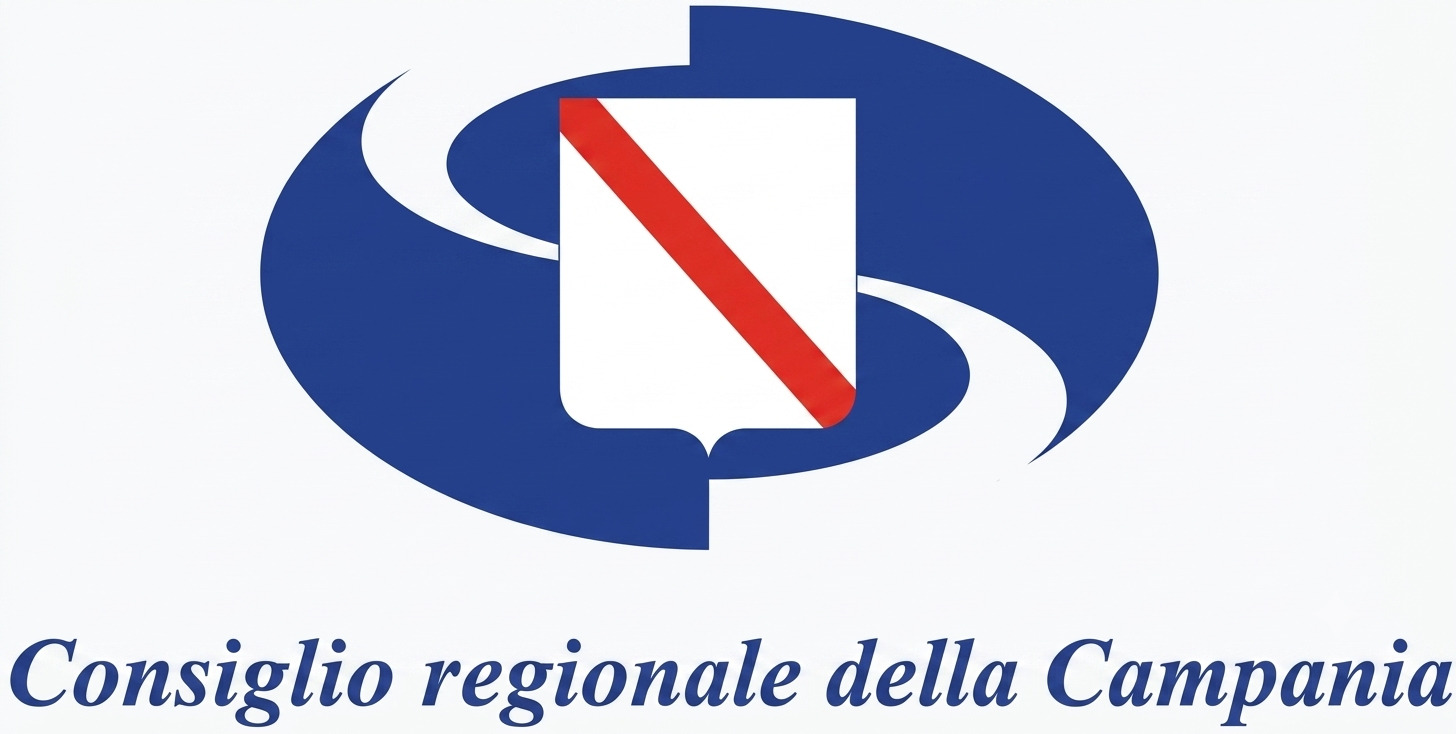
Logo usato dal Consiglio regionale

## Gonfalone

Gonfalone della Regione Campania

Il gonfalone è di colore blu e reca al centro lo stemma regionale ed in basso la scritta in oro dittante REGIONE CAMPANIA. Il gonfalone si completa con il nastro tricolore (verde, bianco e rosso) annodato al di sotto del puntale.